# Impatiens omeiana
Espèce
Statut de conservation UICN

 EN  : En danger
Impatiens omeiana (l’impatiente du mont Omei, la balsamine du mont Omei ou l'impatiente rustique) est une espèce de plantes à fleurs dicotylédones de la famille des Balsaminaceae, endémique de Chine.
L'épithète spécifique, omeiana, fait référence au mont Omei (ou Emei), site d'origine de la plante à l'état sauvage, qui est aussi l'un des quatre monts bouddhistes sacrés de Chine.

## Synonyme
Selon Catalogue of Life (30 septembre 2015) :
- Impatiens tubulosa f. omeiana E. Pritzel ex Diels

## Description
Impatiens omeiana est une plante herbacée, vivace par son rhizome, de 30 à 50 cm de haut, à port dressé.
Les feuilles, alternes, caduques, sont souvent groupées en rosette à la partie supérieure de la tige.
Le limbe foliaire de 8 à 16 cm de long sur 4 à 5 cm de large a une forme lancéolée étroite, acuminée à l'apex, portant une nervure principale et 5 à 7 paires de nervures latérales. La bordure est grossièrement crénelée. La face supérieure de la feuille est vert foncé, avec une bande blanchâtre sur la nervure principale. Le pétiole, de couleur pourpre, comme les tiges, a 4 à 6 cm de long.

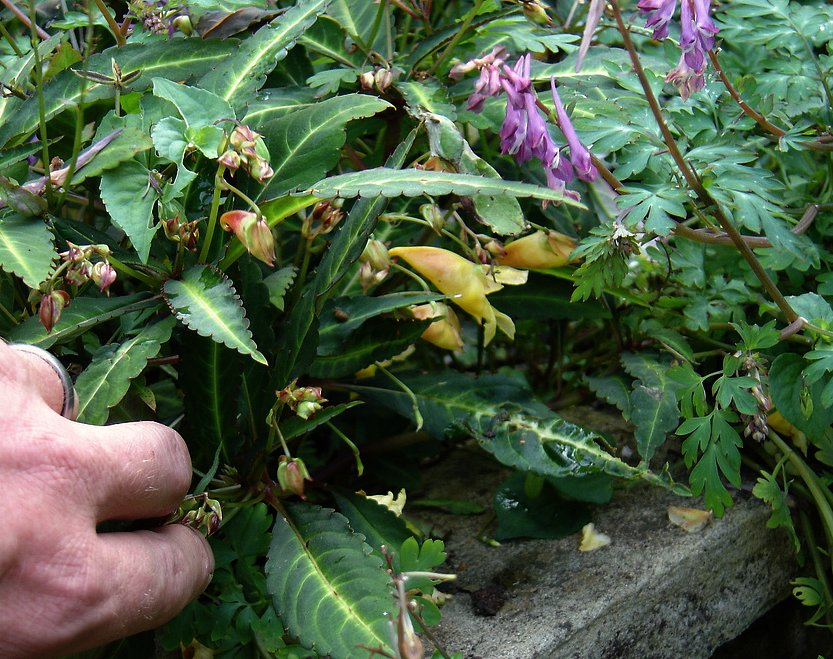
Fleurs jaunes et feuilles dentelées.

Les inflorescences sont des grappes terminales de 5 à 8 fleurs, portées par des pédoncules de 4 à 10 cm.
Les fleurs, assez grandes, de couleur jaune, sont portées par des pédicelles de 2 cm de long environ.
Le calice est formé de quatre sépales latéraux ; les deux extérieurs obliquement ovales ; les deux intérieurs falciformes.
La corolle est formée d'un pétale supérieur, triangulaire-orbiculaire, arrondi au sommet, cuspidé, et de pétales latéraux, soudés, non étranglés, bilobés. Les anthères sont obtuses, l'ovaire fusiforme.  
Les fruits sont des capsules à « déhiscence explosive ».

## Distribution et habitat
Impatiens tubulosa est une plante endémique de la région du Sichuan en Chine.
On la rencontre en sous-bois dans les étages de bosquets et forêts et à la lisière des forêts à des altitudes comprises entre 900 et 1 000 mètres, notamment sur les pentes du mont Emei.
C'est une plante cultivée comme plante ornementale. On l'utilise comme plante couvre-sol en situation ombragée. Elle est rustique jusqu'à −20 °C grâce à son rhizome souterrain.